# Synallaxis cinerascens
El pijuí ceniciento (en Argentina y Paraguay) (Synallaxis cinerascens), también denominado pijuí negruzco (en Argentina), pijuí oscuro (en Uruguay) o coludito plomizo (en Uruguay), es una especie de ave paseriforme de la familia Furnariidae perteneciente al numeroso género Synallaxis. Es nativa del centro este de América del Sur. 

## Distribución y hábitat
Se distribuye por el sureste de Brasil (hacia el sur desde Goiás, Minas Gerais y sur de Espírito Santo), este de Paraguay (hacia el este desde Paraguarí), noreste de Argentina (Misiones, este de Corrientes) y norte de Uruguay.
Esta especie es considerada poco común y local en su hábitat natural: el sotobosque de selvas húmedas subtropicales o tropicales hasta los 1300 m de altitud.

## Descripción
Mide entre 14 y 15 cm de longitud y pesa entre 10 y 14 g. Por arriba es color pardo oliváceo con las mejillas más grisáceas, con las alas y cola color rojizo. El mentón es blanco con una mancha negra en la parte inferir de la garganta; por abajo es casi uniformemente gris. El pico es negro, con la base de la mandíbula más clara. Las patas son grises verdosas. el iris es rojizo.

## Comportamiento
Este pequeño pijuí es menos frecuente en los bordes del bosque que sus congéneres. Forrajea solitario o en parejas, usualmente no en bandadas mixtas. Es muy discreto y difícil de ser encontrado, a menos que vocalice.

### Alimentación
Se alimenta de artrópodos, se han registrado Orthoptera (Tettigoniidae) y Coleoptera.

### Reproducción
El nido es una gran masa de palitos espinosos midiendo entre 0,5 y 0,6 metro de diámetro. La temporada reproductiva es en la primavera-verano austral, pichones fueron registrados en noviembre.

### Vocalización
El canto, distintivo, es un fino y penetrante «juiiyt? biiyt» o «juiiyt bu-biiyt».

## Sistemática

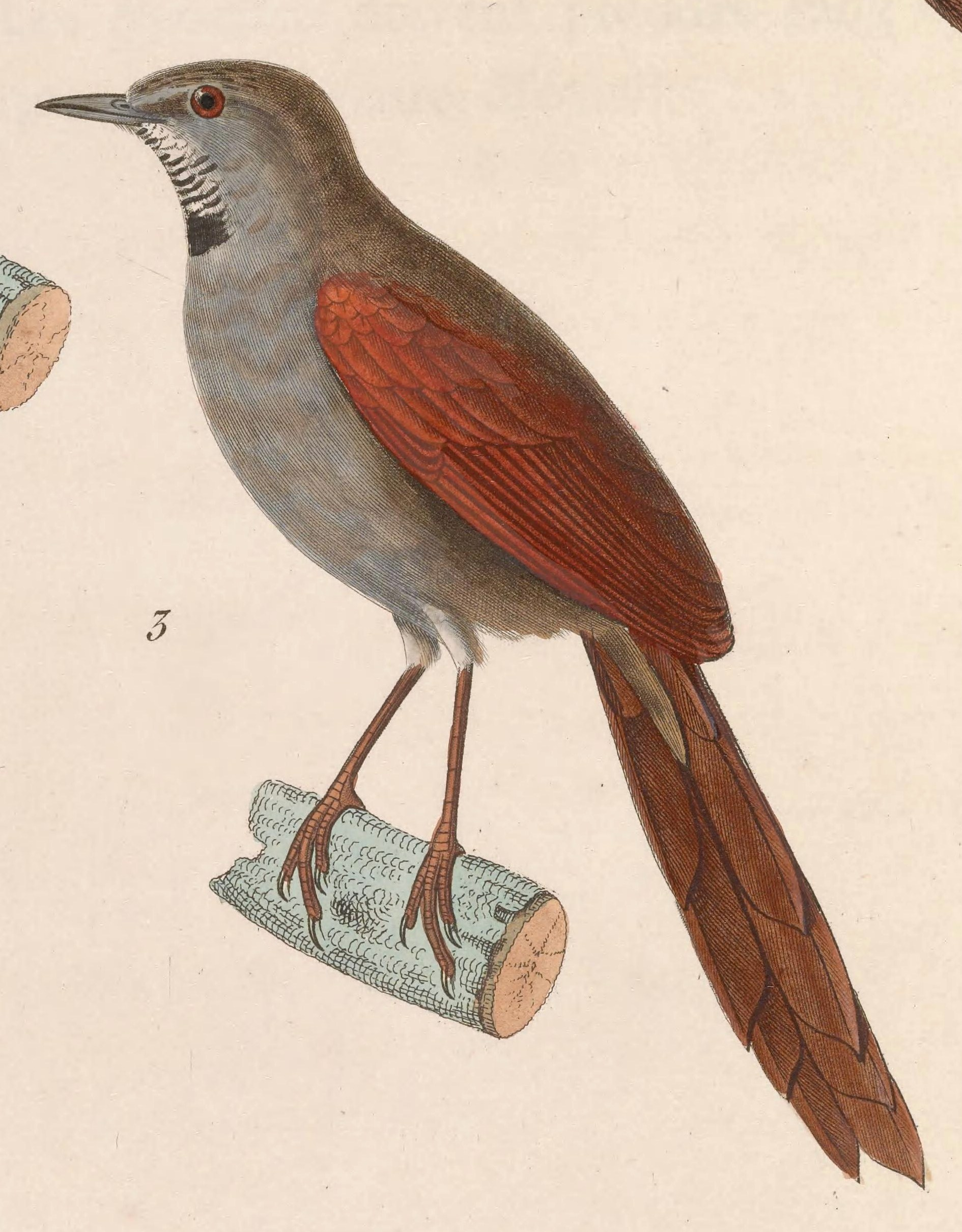
Synallaxis cinerascens; ilustración por Huet le Jeune y Prêtre, en Temminck Nouveau recueil de planches coloriées d'oiseaux, 1838.

### Descripción original
La especie S. cinerascens fue descrita por primera vez por el naturalista neerlandés Coenraad Jacob Temminck en 1823 bajo el mismo nombre científico; la localidad tipo es: «Ipanema, São Paulo, Brasil».

### Etimología
El nombre genérico femenino «Synallaxis» puede derivar del griego «συναλλαξις sunallaxis, συναλλαξεως sunallaxeōs»: intercambio; tal vez porque el creador del género, Vieillot, pensó que dos ejemplares de características semejantes del género podrían ser macho y hembra de la misma especie, o entonces, en alusión a las características diferentes que garantizan la separación genérica; una acepción diferente sería que deriva del nombre griego «Synalasis», una de las ninfas griegas Ionides. El nombre de la especie «cinerascens», proviene del latín moderno «cinerescens»: ceniciento.

### Taxonomía
Los datos genético-moleculares indican que la presente especie es hermana de Synallaxis scutata. Es monotípica.